# Sahag II. Maschalian

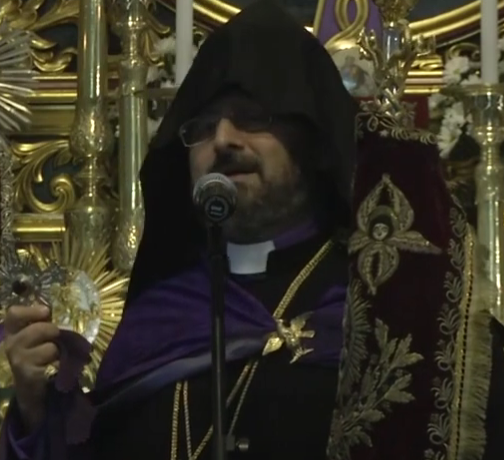
Sahag Maschalian II.

Sahag (Isaak) II. Maschalian (westarmenisch Սահակ Բ Մաշալեան, in der ostarmenischen Transliteration Sahak Maschaljan; * 17. März 1962 als Şahin Maşalı in Bayrampaşa, Provinz Istanbul) ist ein armenisch-türkischer Prediger der Pfingstbewegung und seit dem 11. Dezember 2019 der 85. Patriarch von Konstantinopel der Armenischen Apostolischen Kirche.
Maschalian wuchs im islamisch-konservativ geprägten Plattenbauviertel Bayrampaşa auf, wo zahlreiche albanische und bosnische Einwanderer aus dem Balkan leben. Maschalians Großmutter, die den Völkermord an den Armeniern überlebte, war aus Ostanatolien gekommen und hatte in Bayrampaşa Zuflucht gefunden. Ihr fünfzehnjähriger Bruder wurde jedoch während des Völkermordes getötet.
Während seines Studiums des Elektroingenieur- und Nachrichtenwesens an der Technischen Universität Istanbul ab 1979 besorgte ein Freund Maschalians ihm eine Bibel der Türkischen Bibelgesellschaft, sodass er in der Nähe der Universität auf die protestantische Pfingstgemeinde İstanbul Nehir Kilisesi stieß. Mit 20 Jahren lernte Maschalian Armenisch und begann zu predigen. Der damalige Patriarch Schnork Kalustjan gestattete ihm dies auch bei einem armenisch-apostolischen (orientalisch-orthodoxen) Jugendgottesdienst und überzeugte ihn, sein evangelikales Anliegen in die armenisch-apostolische Großkirche hineinzutragen. Ab 1982 löste sich Maschalian von der Technischen Universität Istanbul und widmete sich dem Glauben. Unter anderem hat er seitdem mehr als 30 Jahre im Stillen als Pfarrer und Bischof gewirkt und bei der Neuevangelisation von Kryptoarmeniern aus der Osttürkei geholfen, deren Eltern und Großeltern während der Zeit der Völkermorde zwangsweise zum Islam konvertieren mussten.
Bei seiner Wahl zum Patriarchen erhielt er 102 Stimmen, während sein Gegenkandidat Aram Ateşyan 16 Stimmen der Bischöfe erhielt.
In der Debatte um die Nutzung der Hagia Sophia in Istanbul machte er im Juni 2020 den Vorschlag, die Hagia Sophia in ein Gotteshaus für Muslime und Christen zu verwandeln. Der Kompromiss kam jedoch nicht zustande.